# Celulă T CAR

Producția și perfuzia receptorilor antigenici himerici ai celulelor T:
1. Celulele T sunt izolate din sângele pacientului
2. O nouă genă care codifică un receptor de antigen himeric este încorporată în celulele T
3. Celulele T modificate sunt acum specifice unui antigen țintă dorit4. Celulele T modificate sunt proliferate in vitro5. Celulele T modificate sunt perfuzate pacientului

În biologie, receptorii himerici de antigen (CARs) – cunoscuți și sub denumirea de imunoreceptori himerici, receptori himerici ai celulelor T sau receptori artificiali ai celulelor T – sunt proteine-receptor concepute în laborator pentru a oferi celulelor T noi abilități de legare de antigeni specifici. Receptorii sunt himerici deoarece, pe lângă capacitatea de legare a antigenelor specifice, au și capacitate de activare a celulelor T. În România, în prezent, această terapie se desfășoară la Institutul Clinic Fundeni, însă numai pentru anumite patologii și medicații specifice (Tisagenlecleucel).
Terapia cu celule CAR T utilizează limfocite T modificate pentru a trata patologii precum cancerul. Abordarea standard este de a recolta celule T de la pacienti, de a le modifica genetic pentru a fi capabile să atace țintit anumite celule tumorale, apoi de le introduce înapoi în circulația pacientului.
Celulele CAR T pot fi derivate fie autolog din celulele T aparținând sângelui pacientului, fie alogenic, din sângele unui donator (compatibil). Odată izolate, aceste celule T sunt modificate genetic pentru a exprima un anticorp specific (i.e. receptor himeric de antigen), folosind un vector derivat dintr-un lentivirus modificat, cum ar fi HIV (vezi Vectorul lentiviral în terapia genică). Astfel, celulele T sunt programate pentru a ținti un antigen prezent pe suprafața celulei tumorale. Celulele CAR T sunt proiectate pentru a fi specifice unui antigen care este exprimat pe o celulă tumorală, dar nu și pe celulele sănătoase.
După ce celulele T modificate (i.e. CAR T) sunt perfuzate în pacient, ele acționează activ împotriva celulelor canceroase. Când vin în contact cu antigenul specific de pe suprafața unei celule tumorale, celulele T se leagă de aceasta și se activează, apoi proliferează și devin citotoxice. Celulele CAR T distrug celulele tumorale prin mai multe mecanisme, inclusiv proliferarea celulară extinsă, crescând astfel gradul de toxicitate pentru celulele tumorale, precum și prin secreția crescută de factori care pot afecta celulele țintă: citokine, interleukine și factori de crestere.
Suprafața celulelor CAR T poate purta oricare dintre cele două tipuri de co-receptori: CD4 și CD8. Aceste două tipuri de celule, numite CD4+ și, respectiv, CD8+, au efecte citotoxice diferite și reciproc interactive. Terapiile care utilizează un raport de 1 la 1 al tipurilor de celule menționate anterior, se pare că oferă efecte antitumorale sinergice.

## Istorie
Primii receptori himerici care conțin porțiuni dintr-un anticorp și receptorul celulei T au fost descriși în 1987 de Yoshihisa Kuwana și colab., și independent, în 1989, de Gideon Gross și Zelig Eshhar de la Institutul Weizmann din Israel. Denumite inițial „corpi T”, aceste abordări timpurii au legat capacitatea unui anticorp de a se atașa specific la anumtie antigene, cu lanțurile proteice TCR-a și TCR-β, heterodimer care alcătuiește 95% dintre receptorii celulei T.
În 1991, de către Arthur Weiss de la Universitatea din California, San Francisco, s-a demonstrat că receptorii himerici care conțin domeniul de semnalizare intracelular al CD3ζ activează semnalizarea celulelor T. Această lucrare a determinat ca domeniile intracelulare CD3ζ să fie adăugate la receptorii himeric cu domenii extracelulare asemănătoare anticorpilor, în mod obișnuit fragmente variabile cu lanț unic (scFv), precum și proteine precum CD4, denumite ulterior CARs de prima generație.
CAR de prima generație, conținând domeniile CD4 și CD3ζ a fost folosit în primul studiu clinic întreprins de Cell Genesys la mijlocul anilor 90', ce urmărea țintirea celuler infectate cu HIV de către celulele T cu receptori himerici, fără să se dovedească însă eficiența lor. Studii similare ale celulelor T CAR au fost concepute, în aceeași perioadă, împotriva tumorilro solide cu antigene precum MUC1, fără să se ajungă la remisiuni persistente.
La începutul anilor 2000, și alte domenii co-stimulatoare, precum CD28 sau 4-1BB, au fost adăugate la CARs de prima generație. Denumite CARs de a doua generație, aceste molecule au arătat eficiență mai mare în combaterea tumorilor în modelele preclinice. Studiile clinice de la începutul anilor 2010, folosind CAR-uri de a doua generație care vizează CD19, o proteină exprimată de celulele B normale, precum și de leucemiile și limfoamele cu celule B, au demonstrat eficacitatea clinică a terapiilor cu celule T CAR, determinând remisiuni complete la mulți pacienți refractari la tratementele convenționale. Aceste studii au condus în 2017 la aprobarea pe piață a primelor două terapii cu celule T CAR, de către FDA: tisagenlecleucel (Kymriah), comercializat inițial de Novartis pentru leucemia limfoblastică acută cu precursor de celulă B (B-ALL) și axicabtagene ciloleucel (Yescarta), comercializat inițial de Kite Pharma, pentru limfomul difuz cu celule B mari (DLBCL). În prezent există șase terapii cu celule T CAR aprobate de FDA.

## Producție

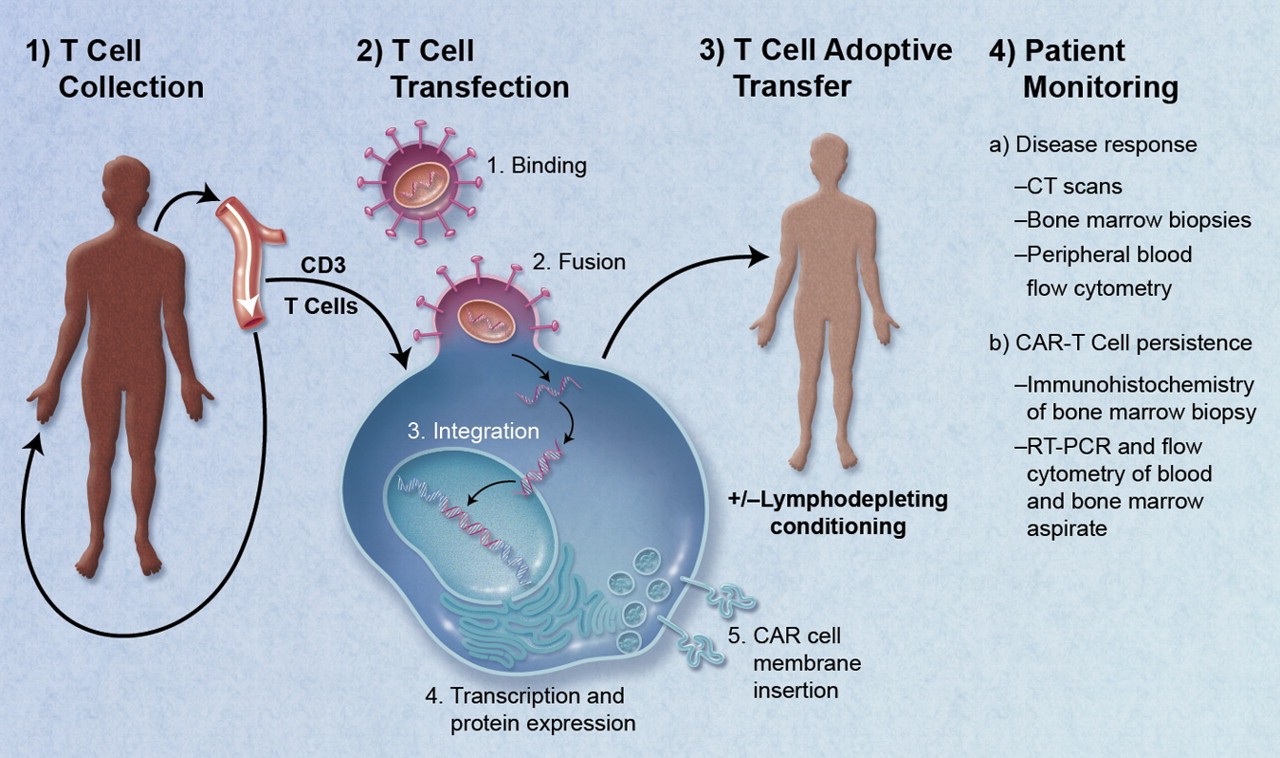
Reprezentarea terapiei de transfer celular T CAR

În primul rând, leucocitele sunt izolate folosind un separator de celule sanguine într-un proces cunoscut sub numele de afereză leucocitară. Celulele mononucleare din sângele periferic (PBMC) sunt apoi separate și colectate. În centrul de procesare celulară, celulele T specifice sunt stimulate astfel încât să prolifereze în număr mare. În acest scop, celulele T sunt de obicei tratate cu interleukina 2 (IL-2) și anticorpi anti-CD3. Anticorpii anti-CD3/CD28 sunt, de asemenea, utilizați în unele protocoale.
Apoi, prin intermediul transducției realizată printr-un vector retroviral - de obicei gammaretrovirus sau lentivirus-, gena ce codifică receptorul himeric de antigen este introdusă în genomul celulelor T. Acești vectori sunt siguri datorită ștergerii parțiale a regiunii U3. Noul proces de editare a genelor CRISPR/Cas9 a fost folosit recent în locul vectorilor retrovirali pentru a integra gena CAR în locuri specifice din genom.
Pacientul este supus chimioterapiei de limfodepleție înainte de introducerea celulelor T CAR. Epuizarea numărului de leucocite circulante la pacient supraregulează numărul de citokine produse și reduce competiția pentru resurse, ceea ce ajută la proliferarea celulelor T CAR modificate.

## Aplicații clinice
În martie 2019, existau aproximativ 364 de studii clinice în curs de desfășurare la nivel global care implică celule T CAR. Majoritatea acestor studii vizează cancerele de sânge: terapiile T CAR reprezintă mai mult de jumătate din totalitatea studiilor patologiilor hematologice maligne. CD19 continuă să fie cea mai populară țintă de antigen, urmată de BCMA (exprimată în mod obișnuit în mielomul multiplu). În 2016, anumite studii au început să exploreze viabilitatea altor antigene, precum CD20. Terapia cu celule T CAR este mai puțin implicată în studiile privitoare la tumorile solide, majoritatea studiilor de terapii celulare implicând alte platforme, cum ar fi celulele NK.

### Cancer
Celulele T sunt modificate genetic pentru a exprima receptori de antigen himeric îndreptați specific împotriva antigenelor celulelor tumorale ale pacientului. Transferul adoptiv al celulelor CAR T este o terapie anti-cancer promițătoare, deoarece receptorii himerici de antigen au potențialul de a ținti, prin inginerie genetică, orice antigen asociat tumorii.
Cercetarea timpurie din terapia T CAR s-a concentrat pe cancerele de sânge. Primele tratamente aprobate folosesc receptori de antigen care vizează antigenul CD19, prezent în cancerele derivate din celulele B, precum leucemia limfoblastică acută (ALL) și limfomul difuz cu celule B mari (DLBCL). Există, de asemenea, eforturi în curs de a proiecta receptori de antigene care vizează multe alte antigene ale cancerelor de sânge, inclusiv CD30 în limfomul Hodgkin refractar; CD33, CD123 și FLT3 în leucemia mieloidă acută (AML); și BCMA în mielomul multiplu.
Tumorile solide au reprezentat o țintă mai dificilă. Identificarea antigenelor potrivite este o provocare: astfel de antigene trebuie să fie foarte exprimate pe majoritatea celulelor canceroase, dar în mare parte absente pe țesuturile sănătoase. Celulele T CAR au dificultăți în migrarea către centrul maselor tumorale solide, iar micromediul tumoral ostil le suprimă activitatea.

### Bolile autoimune
Există și alte utilizări potențiale pentru această nouă tehnologie. Celulele T pot media și toleranța la antigene. Celulele T reglatoare dotate cu un receptori himerici de antigen ar putea conferi toleranță față de antigenul respectiv, putând fi utilizate în transplantul de organe sau în boli autoimune precum lupusul.

## Terapii aprobate
| Terapia T CAR (Numele comercial)                     | Compania                | Aprobare de către Agenția abilitată: Data                         | Ținta | Domeniul de recunoaștere al antigenului | Domeniul de semnalizare intracelulară | Indicații (Boala tratată / Linia de tratament) | Numărul de produs al Agenției, Eticheta medicamentului |
| ---------------------------------------------------- | ----------------------- | ----------------------------------------------------------------- | ----- | --------------------------------------- | ------------------------------------- | --- | ------------------------------------------------------ |
| tisagenlecleucel (Kymriah, disponibil și în România) | Novartis                | FDA: 08/30/2017 EMA: 08/22/2018 MHLW: 05/15/2019                  | CD19  | scFV                                    | 41BB - CD3ζ                           | Leucemia limfoblastică acută cu celule B (A treia linie de tratament) Limfom difuz cu celule B mari (A treia linie de tratament) Limfom folicular (A treia linie de tratament)  | FDA:125646, Label EMA:004090, Label                    |
| axicabtagene ciloleucel (Yescarta)                   | Kite Pharma / Gilead    | FDA: 10/18/2017 EMA: 08/27/2018 NMPA: 06/23/2021 MHLW: 12/22/2022 | CD19  | scFV                                    | CD28 - CD3ζ                           | Limfom difuz cu celule B mari (A doua linie de tratament) Limfom folicular (A treia linie de tratament) Limfom mediastinal primar cu celule B mari (A treia linie de tratament) | FDA:125643, Label EMA:004480, Label                    |
| brexucabtagene autoleucel (Tecartus)                 | Kite Pharma / Gilead    | FDA: 07/24/2020 EMA: 12/14/2020                                   | CD19  | scFV                                    | CD28 - CD3ζ                           | Limfom cu celule în manta (A treia linie de tratament) Leucemie limfoblastică acută cu celule B (A treia linie de tratament)                                                    | FDA:125703, Label EMA:005102, Label                    |
| lisocabtagene maraleucel (Breyanzi)                  | Juno Therapeutics / BMS | FDA: 02/05/2021 EMA: 04/04/2022 MHLW: 12/20/2022                  | CD19  | scFV                                    | 41BB - CD3ζ                           | Limfom difuz cu celule B mari (A doua linie de tratament) | FDA: 25714, Label EMA:004731, Label                    |
| idecabtagene vicleucel (Abecma)                      | Bluebird Bio / BMS      | FDA: 03/26/2021 EMA: 08/18/2021                                   | BCMA  | scFV                                    | 41BB - CD3ζ                           | Mielom multiplu (A treia/patra linie de tratament) | FDA:125736, Label EMA:004662, Label                    |
| ciltacabtagene autoleucel (Carvykti)                 | Janssen / J&J           | FDA: 02/28/2022 EMA: 05/25/2022                                   | BCMA  | VHH                                     | 41BB - CD3ζ                           | Mielom multiplu (A patra linie de tratament), (A doua linie de tratament)- | FDA:125746, Label EMA:005095, Label                    |

## Siguranță
Pot Exista efecte secundare grave rezultate din introducerea celulelor T CAR în organism, inclusiv sindromul de eliberare a citokinelor și toxicitatea neurologică. Deoarece este un tratament relativ nou, există puține date despre efectele pe termen lung ale terapiei cu celule T CAR. Există încă preocupări cu privire la supraviețuirea pe termen lung a pacientului, precum și complicațiile sarcinii la pacientele de sex feminin. Anafilaxia este rară, putând apărea după transuzii repetate de celule T CAR.
Uneori, antigenul țintit de celulele T CAR poate fi exprimat și pe țesutul sănătos. Acest lucru are ca rezultat atacarea țesutul non-tumoral de către celulele T CAR, de exemplu celulele B sănătoase care exprimă CD19 pot fi atacte, provocând aplazia lor. Severitatea acestui efect advers poate varia, dar combinația dintre imunosupresia anterioară, chimioterapia limfodepletivă și efectele terapiei în sine care provoacă hipogamaglobulinemie și citopenie prelungită, plasează pacienții la un risc crescut de infecții grave.
Există, de asemenea, posibilitatea improbabilă ca celulele T CAR să devină ele însele canceroase prin mutageneză inserțională, datorită vectorului viral care inserează gena CAR într-o secvență genetică a unui supresor tumoral sau a unei oncogene din genomul celulei. Unii vectori retrovirali (RV) prezintă un risc mai mic decât vectorii lentivirali (LV). Cu toate acestea, ambele au potențialul de a fi oncogene. Analiza de secvențiere genomică a situsurilor de inserție CAR în celulele T a fost stabilită pentru o mai bună înțelegere a funcției celulelor T CAR și a persistenței lor in vivo.

### Sindromul de eliberare de citokine
Cea mai frecventă problemă după tratamentul cu celule T CAR este sindromul de eliberare de citokine (CRS), o afecțiune în care sistemul imunitar activat eliberează un număr exagerat de citokine inflamatorii. Manifestarea clinică a acestui sindrom seamănă cu sepsisul cu febră mare, fatigabilitate, mialgie, greață, scurgeri capilare, tahicardie și alte disfuncții cardiace, insuficiență hepatică și insuficiență renală. CRS apare la aproape toți pacienții tratați cu terapie cu celule T CAR; de fapt, prezența CRS este un marker de activitate care indică faptul că celulele T CAR funcționează conform așteptărilor. Severitatea CRS nu se corelează însă cu un răspuns crescut la tratament, ci mai degrabă cu o gravitate mai mare a bolii. Sindromul sever de eliberare de citokine poate fi gestionat cu imunosupresoare precum corticosteroizi și tocilizumab (anticorp monoclonal anti-IL-6). S-a demonstrat în mai multe studii că intervenția timpurie folosind tocilizumab reduce frecvența CRS severă fără a afecta eficiența tratamentului. O strategie nouă, menită să amelioreze CRS, se bazează pe exprimarea simultană pe suprafața celulelor T CAR a unui receptor artificial IL-6 nefuncțional. Acest construct neutralizează IL-6 derivat din macrofage, prin sechestrare, scăzând astfel severitatea CRS fără a interfera cu capacitatea antitumorală a celulelor T CAR.

### Neurotoxicitate asociată celulelor efectoare imunitare
Toxicitatea neurologică este adesea asociată cu tratamentul cu celule T CAR. Mecanismul de bază este puțin înțeles și poate fi sau nu legat de sindromul de eliberare de citokine. Manifestările clinice includ: delirul, pierderea parțială a capacității de a vorbi coerent, păstrând însă capacitatea de a interpreta limbajul (afazie expresivă), scăderea vigilenței și convulsii. Principala cauză a decesului prin neurotoxicitate este edemul cerebral. Într-un studiu realizat de Juno Therapeutics, Inc., cinci pacienți înscriși în studiu au murit ca urmare a edemului cerebral. Doi dintre pacienți au fost tratați numai cu ciclofosfamidă, iar ceilalți au fost tratați cu o combinație de ciclofosfamidă și fludarabină. Într-un alt studiu clinic, sponsorizat de Fred Hutchinson Cancer Research Center, a fost raportat un caz de toxicitate neurologică ireversibilă și fatală la 122 de zile după administrarea celulelor T CAR.
Tulburarea de mișcare hipocinetică a fost observată la tratamentul cu celule T CAR având receptor himeric de antigen BCMA, utilizat pentru mielomul multiplu.

## Structura receptorului himeric de antigen
Receptorii himerici de antigene combină mai multe aspecte ale activării fiziologice ale celulelor T într-o singură proteină. Ei leagă domeniul de recunoaștere al antigenului extracelular de domeniul de semnalizare intracelular, care mai departe activează celula T. Celulele T CAR sunt compuse din patru regiuni: un domeniu de recunoaștere al antigenului, o regiune de punte extracelulară, un domeniu transmembranar și un domeniu de semnalizare intracelular.

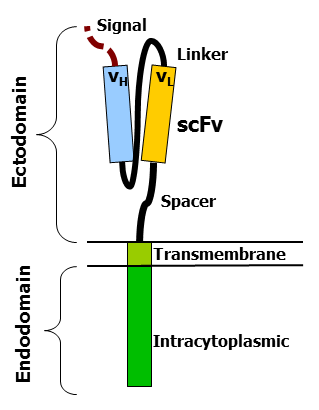
Diferitele componente ale unui receptor himeric de antigen

### Domeniul de recunoaștere al antigenului
Domeniul de recunoaștere a antigenului este expus la exteriorul celulei (i.e. la nivelul ectodomeniului). El interacționează cu moleculele țintă potențiale și este responsabil pentru direcționarea celulei CAR T către orice celulă care exprimă respectiva țintă.
Domeniul de recunoaștere a antigenului este derivat în mod obișnuit din regiunile variabile ale unui anticorp monoclonal, legate împreună printr-o peptidă de legătură (i.e. fragment variabil cu lanț unic). Fragmentul variabil cu lanț unic (ScFv) este o proteină himerică alcătuită din lanțurile variabile ușoare (VL) și grele (VH) ale imunoglobinelor, conectate printr-o peptidă (engl. "linker protein"). Aceste regiuni VL și VH sunt selectate în prealabil pentru capacitatea lor de legare la antigenul țintă (cum ar fi CD19). Elementul de legătură dintre cele două lanțuri (i.e. peptida) constă din reziduuri hidrofile ce conțin glicină și serină pentru flexibilitate, precum și glutamat și lizină pentru solubilitate. Anticorpii cu domeniu unic (de exemplu VH, VHH, VNAR) au fost proiectați și dezvoltați ca domenii de recunoaștere a antigenului datorită eficienței lor ridicate de transducție în celulele T.
În plus față de abordările bazate pe anticorpi (fragmentele variabile cu lanț unic sau anticorpii cu domeniu unic), abordările ce nu se bazează pe anticorpi au fost, de asemenea, utilizate pentru a direcționa specificitatea celulelor T, de obicei profitând de afinitățile ligand/receptor. Citokinele, receptorii imuni nespecifici (înnăscuți), receptorii TNF, factorii de creștere și proteinele structurale au fost toate utilizate cu succes ca domenii de recunoaștere a antigenului pentru celulele T.

### Regiunea de punte
Regiunea de punte (în engleză "hinge region", sau, uneori, "spacer") este un mic domeniu structural care se află între regiunea de recunoaștere a antigenului și partea externă a membranei celulare. O punte ideală sporește flexibilitatea domeniului de recunoaștere al antigenului, reducând constrângerile spațiale dintre celula T și antigenul său țintă. Aceasta promovează legarea antigenului și formarea legăturile dintre celulele T CAR și celulele țintă. Regiunile de punte au adesea la bază regiuni proximale ale membranelor altor molecule ale sistemului imunitar, inclusiv IgG, CD8 și CD28.

### Domeniul transmembranar
Domeniul transmembranar este o componentă structurală, constând dintr-o helix-alfa hidrofobic care străbate grosimea membranei celulare. Ancorează receptorul himeric de membrana plasmatică, creând legătura între regiunea de punte și domeniul de recunoaștere al antigenului, cu regiunea de semnalizare intracelulară. Acest domeniu este esențial pentru stabilitatea receptorului ca întreg. În general, domeniul transmembranar din componenta cea mai proximală de endodomeniu (i.e. citoplasmă) este utilizat, dar diferite domenii transmembranare au ca rezultat stabilități diferite ale receptorului. Se știe că domeniul transmembranar CD28 are ca rezultat un receptor stabil, puternic exprimat.
Utilizarea domeniului transmembranar CD3-zeta nu este recomandată, deoarece poate duce la încorporarea receptorului artificial în receptorul nativ.

### Domeniul de semnalizare intracelular

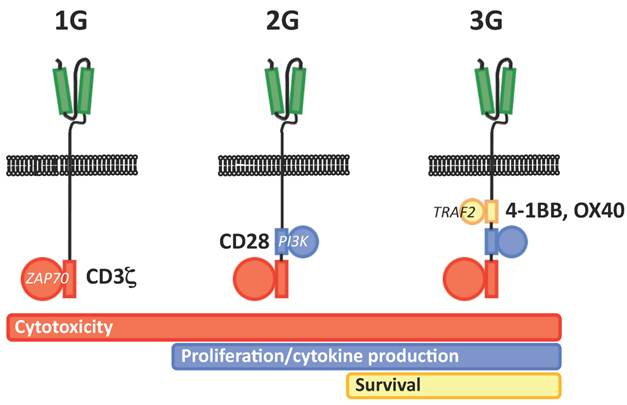
Reprezentarea receptorilor himerici de antigen de prima, a doua și a treia generație cu segmentele scFv în verde și diferitele componente de semnalizare TCR intracelulare în roșu, albastru și galben.

Domeniul de semnalizare intracelular al celulelor T se află în endodomeniul receptorului (în citoplasmă). După ce antigenul se leagă de domeniul de recunoaștere, receptorii himerici se grupează și transmit un semnal de activare. Rolul domeniului de semnalizare intracelular este de a perpetua semnalizarea în interiorul celulei T.
Activarea normală a celulelor T se bazează pe fosforilarea motivelor de activare pe bază de tirozină a imunoreceptorilor (ITAM) prezente în domeniul citoplasmatic al CD3-zeta. Pentru a imita acest proces, domeniul citoplasmatic al CD3-zeta este folosit, în mod obișnuit, drept componentă principală a endodomainului receptorului himeric. Au fost încercate și alte domenii care conțin ITAM, dar nu s-au dovedit la fel de eficiente.
Celulele T necesită, de asemenea, molecule co-stimulatoare în plus față de semnalizarea CD3, pentru întreține activarea. Din acest motiv, endodomeniile receptorilor himerici includ, de obicei, unul sau mai multe domenii de proteine co-stimulatoare. Domeniile de semnalizare dintr-o mare varietate de molecule co-stimulatoare au fost testate cu succes, inclusiv: CD28, CD27, CD134 (OX40) și CD137 (4-1BB).
Domeniile de semnalizare intracelulare descriu evoluția istorică a celulelor T CAR. T CAR-urile de prima generație includeau doar un domeniu citoplasmatic CD3-zeta. În T CAR-urile de a doua generație s-a adăugat un domeniu co-stimulator, cum ar fi CD28 sau 4-1BB. Includerea acestor domenii de semnalizare intracelulară a îmbunătățit proliferarea celulelor T, secreția de citokine, rezistența la apoptoză și persistența in vivo. T CAR-urile de a treia generație combină mai multe domenii co-stimulatoare, cum ar fi CD28-41BB sau CD28-OX40, pentru a augmenta activitatea celulelor T. Datele preclinice arată că T CAR-urile din a treia generație prezintă funcții efectoare îmbunătățite și o persistență mai bună in vivo, în comparație cu T CAR-urile de a doua generație.

## Direcții de cercetare

### Recunoașterea antigenului
Deși ratele inițiale de remisiune clinică după terapia cu celule T CAR sunt de până la 90%, ratele de supraviețuire pe termen lung sunt mult mai mici. Cauza este de obicei apariția celulelor leucemice care nu exprimă CD19 eludând astfel recunoașterea de către celulele T CAR-CD19, fenomen cunoscut sub numele de evadare a antigenului. Studiile preclinice care dezvoltă celule T CAR cu țintire dublă (bispecifică) CD19 plus CD22 sau CD19 plus CD20 s-au dovedit promițătoare.
În 2018, a fost dezvoltată o de receptor himeric care se numește SUPRA CAR (engl. "split, universal and programmable"). Pot fi implementate mecanisme multiple pentru a regla fin activitatea SUPRA CAR. Spre deosebire de designul tradițional al receptorului himeric (CAR), SUPRA CAR permite țintirea mai multor antigene fără modificarea genetică ulterioară a celulelor imune.
Tratamentul tumorilor eterogene din punct de vedere antigenic poate fi realizat prin administrarea unui amestec de adaptori specifici antigenului țintit.

### Funcția celulei T CAR
T CAR-urile de generația a patra (cunoscute și ca TRUCK-uri sau CAR-uri blindate) adaugă și mai mulți factori care sporesc proliferarea celulelor T, persistența și activitatea lor antitumorală. Aceștia pot include citokine precum: IL-2, IL-5, IL-12 și liganzi co-stimulatori.

### Mecanisme de control
Adăugarea unui mecanism de control artificial la celulele T proiectate permite controlarea cu precizie a persistenței și activității lor în corpul pacientului, cu scopul de a reduce efectele secundare toxice. Tehnicile majore de control declanșează moartea celulară sau limitează activarea celulelor adese prin intermediul unui medicament ce poate fi introdus sau nu, după necesitate.
Gene sinucidere: celulele T modificate genetic sunt proiectate pentru a include una sau mai multe gene care pot induce apoptoza atunci când sunt activate de o moleculă extracelulară. Timidin kinaza virusului herpes simplex (HSV-TK) și caspaza 9 inductibilă (iCasp9) sunt două tipuri de gene suicidare care au fost integrate în celulele T CAR. În sistemul iCasp9, complexul genei suicidare are două elemente: o proteină mutantă care leagă FK506, cu specificitate ridicată pentru molecula mică rimiducid/AP1903 și o genă care codifică o caspază 9 umană. Dozarea pacientului cu rimidicid activează sistemul de sinucidere, ducând la apoptoza rapidă a celulelor T modificate genetic. Deși atât sistemele HSV-TK, cât și iCasp9, și-au demonstrat funcționalitatea în comutarea de siguranță în studiile clinice, unele considerații limitează aplicarea acestora. HSV-TK este derivat viral și poate fi imunogen pentru oameni. De asemenea, în prezent nu este clar dacă genele suicidare acționează suficient de rapid, în toate situațiile, pentru a opri efectele citotoxice nedorite.
Celule T cu dublă țintă: celulele T CAR sunt proiectate pentru a exprima doi receptori pentru antigenii asociați tumorii, reducând astfel probabilitatea ca celulele T să atace celulele non-tumorale. S-a raportat că celulele T CAR astfel proiectate au efecte secundare mai puțin intense.
Comutator ON și OFF: în acest sistem, celulele T CAR pot funcționa numai în prezența atât a antigenului tumoral, cât și a unei molecule exogene benigne. Pentru a realiza acest lucru, receptorul himeric de antigen al celulei T CAR este împărțit în două proteine separate care pot funcționa doar împreună. Prima proteină receptor conține, în mod obișnuit, domeniul de legare a antigenului extracelular, în timp ce a doua proteină conține elementele de semnalizare în aval și moleculele co-stimulatoare (cum ar fi CD3ζ și 4-1BB). În prezența unei molecule exogene (de exemplu, un analog al rapamicinei), proteinele de legare și semnalizare fuzionează, permițând celulelor T CAR să atace tumora. Forma trunchiată a receptorului factorului de creștere epidermic uman (hEGFRt) a fost utilizată în calitate de comutator OFF pentru celulele T CAR folosind cetuximab.
Molecule bispecifice comutatoare: moleculele bispecifice vizează atât antigenul asociat tumorii, cât și molecula CD3 de pe suprafața celulelor T. Acest lucru asigură că celulele T nu pot fi activate decât dacă se află în proximitatea unei celule tumorale. Molecula bispecifică anti-CD20/CD3 prezintă specificitate ridicată atât pentru celulele B maligne la șoareci. FITC este o altă moleculă bifuncțională utilizată în această strategie. FITC (izotiocianatul de fluoresceină) poate redirecționa și regla activitatea celulelor T CAR către celulele tumorale cu receptori de folat.

### Progrese în fabricarea celulelor CAR T.
Datorită costurilor ridicate ale terapiei cu celule T CAR, sunt investigate alternative pentru a crește eficiența fabricării lor și a reduce costurile. Strategiile de fabricare a celulelor T CAR in vivo sunt testate. În plus, au fost dezvoltate materiale bioinstructive pentru generarea de celule T CAR. Generarea rapidă a celulelor CAR T este posibilă și prin scurtarea sau eliminarea etapelor de activare și proliferare.

### Domenii alternative de activare
Progresele recente în terapia cu celule CAR T s-au concentrat pe domenii de activare alternative pentru a spori eficacitatea și a eluda rezistența în tumorile solide. De exemplu, componentele de semnalizare a receptorului Toll-like 4 (TLR4) pot fi încorporate în receptorii himerici pentru a modula producția de citokine și pentru a stimula activarea și proliferarea celulelor T. În mod similar, kinaza FYN, membră a familiei kinazelor Src implicate în semnalizarea receptorilor celulelor T, poate fi integrată pentru a îmbunătăți cascada de semnalizare în celulele T CAR. În plus, celulele T CAR bazate pe KIR (receptori de celule killer asemănători imunoglobulinelor, eng. "Killer-cell immunoglobulin-like receptor"), care utilizează domeniile transmembranare și intracelulare ale receptorului de activare KIR2DS2 combinate cu adaptorul de semnalizare DAP-12, au arătat îmbunătățirea proliferării celulelor T și a activității antitumorale. Aceste strategii, inclusiv utilizarea de molecule costimulatoare neconvenționale, cum ar fi MyD88/CD40, evidențiază abordările inovatoare pentru optimizarea terapiile cu celule T CAR.

## Costuri și disponibilitate în România
Costul terapiilor cu celule T CAR sunt foarte mari, costurile inițiale ale tisagenlecleucel (Kymriah) și axicabtagene ciloleucel (Yescarta) fiind de 375.000 USD și, respectiv, 475.000 USD. Acesta se datorează ingineriei celulare complexe condusă în facilități specializate, ce îndeplinesc bunele practici de fabricație, precum și nivelului ridicat de îngrijire spitalicească necesară după administrarea celulelor T CAR în vederea combaterii potențialelor reacții secundare. În Statele Unite, terapiile cu celule T CAR sunt acoperite de Medicare și de mulți, dar nu de toți asigurătorii privați. Producătorii de celule T CAR au dezvoltat programe alternative de plată din cauza costului ridicat al terapiei T CAR, cum ar fi prin solicitarea plății numai dacă terapia T CAR induce o remisiune completă obiectivizată la un anumit punct de timp după tratament.
În plus, terapiile cu celule T CAR nu sunt încă disponibile la nivel mondial. Terapiile cu celule T CAR au fost aprobate în China, Australia, Singapore, Regatul Unit și unele țări europene.
În România, terapia cu celule T CAR este disponibilă pentru Kymriah utilizat în leucemia limfoblastică acută cu celule B (ALL) și în limfomul difuz cu celule B mari. În prezent, singurul centru din România acreditat pentru efectuarea tratamentului cu celule T CAR este Institutul Clinic Fundeni, iar costul tratamentului este acoperit de Casa Națională de Asigurări de Sănătate. În 2022, Institutul Clinic Fundeni a început tratamentul pentru primii 5 pacienți. Procedurile de inginerie celulară și genetică se realizează în afara țării.